# اوژارا
اوژارا (انگلیسی: Uzhara) یک شهرک در شهرستان بیرسکی باشقیرستان کشور روسیه است.